# Вакфу (ТВ серија)
Вакфу (фр. Wakfu) је француска анимирана телевизијска серија (аниме) заснована на истоименој видео-игри. Прва сезона од 26 епизода почела је са емитовањем 30. октобра 2008. године. Све серије су урађене у Француској осим 22. епизоде Рубилакс и специјалне епизоде Ноксимилиен, које су урађене у Јапану. Дечак са моћима прављења портала, збуњени витез Перси, размажена принцеза Амалија, њена заштитница Ева и шкрти старац Руел, крећу на путовање да помогну Југу да дође до своје праве породице.
У Србији, Црној Гори, Босни и Херцеговини и Северној Македонији се на српском језику емитовала од 2013. на Ултра ТВ и Пинк супер кидс. Емитоване су две сезоне, а синхронизацију је радио студио Лаудворкс. Уводна шпица није синхронизована. Нема DVD издања.

## Братство Тофу-а
Југо (Тамара Драгичевић С1; Милена Живановић С2)
Главни јунак серије је Југо. Он је доброћудан дванаестогодишњи Елиатроп, који је тек недавно открио своје моћи, па је на мисији да пронађе своју праву породицу. Југо се не сећа своје праве породице, па га је усвојио Алберт и заједно са њим радио је у његовој гостионици. Он има способност телепортације, и да пролази кроз портале. Како серија одмиче он развија и друге способности. При крају друге сезоне открива се да је он краљ Елиатропа. У специјалима после друге сезоне, види се да он уопште није остарио после 6 година, та чињеница га чини депресивним, јер он има осећања према Амалији, али због његовог детињастог изгледа мисли да нема никакве шансе са њом. У задњем делу специјала он је искористио своје божанске моћи да би победио Огреста, али то га је коштало пријатељства са Адамаијем и замало је уништило свет. У 3. сезони, Југо и Руел траже Адамајиа свуда, али без успеха. Када је Адамаи искористио своје моћи да би показао Југу да је убио Перседала, Југо је у неверици кренуо да помогне свом пријатељу.
Аз
Тофу птица која је увек поред Југа. Иако је мала, то је не спречава да буде од помоћи.
Принцеза Амалија Шерам Шарм (Сања Поповић)
Амалија је тринаестогодишња принцеза из племена Садида. Она има способност да разговара са биљкама као да их и контролише. Она је посвећена својим пријатељима, тако да је веома љута ако их неко дира, и труди се да помогне Југу да пронађе своју породицу. При крају прве сезоне она говори како има проблема са својим братом Армандом. Специјали после 2. сезоне откривају да је она заменила место своје мајке као принцеза племена Садиде. Она је приморана да се уда за Харебурга од Фригоста. Иако прихвата да се уда за њега, када сазна шта је његов прави план, одбацује договор. До краја специјала, види се да она и Југо имају жељу да буду заједно, иако су других раса. До сезоне 3, она се повукла из друштва и ретко напушта свог болесног оца, али ипак одлази са Југом да нађу Перседала.
Перседал / Перси (Раде Николић)
Шеснаестогодишњи Јоп је витез реда чувара Шушуа, а поверено му је на чување демонски мач Рубилакс. Он увек делује храбро али и непромишљено, али упркос његовој шашавој личности, у многобројним приликама показао се као јак борац. Као чувар одговоран је за мач Рубилакс који чак има моћ да запоседне, а запоседнути од Рубилакса постају монструми са невероватном снагом. Он се прикључује Југу у потрази за његовом породицу када га је он спасио од Рубилакса (то се десило на почетку сезоне 1). Како се серијал одвија Перси се све више заљубљује у Евангелину. Иако она у почетку није показала интересовање, заљубљују се једно у друго. При крају 1. сезоне он умире на њеним рукама. На почетку 2. сезоне он се јавио Еви, и тако га је она пронашла и оживела. У специјалима се открива да њих двоје имају два детета Елеј и Флопина. Такође се у специјалима открива да се он реинкарнирао зато што је постао Јопски бог, али када му је напад Огреста одсекао руку, губи моћи. У трећој сезони убија га Адамаи. Рубилакс га по други пут спашава и он и његова ћерка Елеј иду да нађу остатак породице.
Рубилакс (Димитрије Илић С1; Јован Јочић С2)
Шушу или демон заробљен у облику мача који се налази на дршци Персијевог мача. Он је окупиран уништавањем и даје невероватну снагу ономе кога запоседне. Рубилакс обично има облик бодежа али може да постане и мач. Његов прави облик је мали демон али у сваком тренутку може да израсте у огромно биће. Рубилакс такође може да призове екипу јаких глинених ратника. Како он са Персијем остаје све више у Братству Тофуа, то му се они више допадају. У 3. сезони, када Перси погине он га спашава под обећањем да га касније (када му помогне да нађу Персијеву породицу) пусти. Руел је рекао да Шушу постаје слободан након смрти његовог чувара, то нам говори да је Рубилакс то урадио због Персија. 
Руел Строуд (Горан Баланчевић)
Он је Енутроф и ловац на благо. Алиберт, Југоов старатељ, стари је пријатељ Руела, који је пристао ради Алиберта, да се придружи Југу на његовом путу. Руел је јако шкрт и похлепан, а једини начин да га пробудите јесте да споменете новац. Он има невероватне способности као борац, а оружје му је позлаћено.
Џуниор
Уобичајен љубимац Енутрофа. Када га је Руел пронашао, није га баш волео. Касније се открива да је Руел раније имао сличног, који је напустио Руела па зато није хтео другог. Заволео га је када га Џуниор спашава из затвора у Садиди. Руел га је научио како да нађе минерале и благо.
Евангелина (Александра Томић)
Евангелина има 17. година и она је заштитник принцезе Амалије и стално јој служи као пратилац. За своје оружје користи лук и магичне стреле које су различитих боја. Перси јој се често удвара али она не жели да испољи никаква осећања према њему. Али како се радња одвија она га је заволела. У специјалним епизодама са Перседалом има децу. У 3. сезони је трудна са још једним дететом.
Адамаи
Змај који долази у контакт са Југом након њихове посете острву Ома. Ту се открива да је он Југов брат, тј. да су рођени из истог дофуса (јајета). Када су се одвојили од својих пријатеља Југо и Адамаи заједно тренирају да би Југо открио своје моћи. У специјалним епизодама, Адамаи одлази од Југа, јер је Југо изабрао 6 дофуса уместо њега, да би спасио остале чланове дружине. У сезони 3 он мења изглед и придружује се Братству Заборављених које води госпођица Ехо. Он је убио Перседала, и помоћу њихових братских веза све то пребацио на Југа Југу. 
Клеома
Евина млађа сестра, много сексепилнија од Еве. Она је била у Кра војсци и врло је вешт борац, што је показала када се борила заједно са Перседалом. На крају друге сезоне враћа се у војску, из које је раније побегла.
Груфон
Мали Шушу који је заробљен у мапи. У почетку им је говорио где да иду само ако му ласкају, али ни тада им није давао праве путеве. Касније је био поједен од стране паука, од кога је и преузео облик и напао групу. Када су га заробили, Југо му је обећао да ће да му буде чувар. Од тада је у бољим односима са групом.
Елеј и Флопин
Деца Евангелине и Перседала, који су такође и близанци. Елели је Јоп, и има особине и изглед као отац, а Флопин је Кра и има особине мајке. Када су њихови родитељи били ухваћени од стране Харебурга они су их спасили. Када су победили Огреста Елеј је била прва која се спријатељила са њим. У 3. сезони су мало више одрасли. Тада се види колико је Елели слична своме оцу Перседалу и побеђује противника тактиком "коришћење своје главе". Исто тако је Флопин сличан Еви - паметнији је и спретнији. Флопина и Еву је ухватио Адамаи.

### Други ликови
Садида
Садида је главни бог Садидјана.
Они су врста људског облика, блиски су са Мајком Природом. Препознају се по зеленој коси, тамнијој кожи, обично су босоноги и одећа им је од лишћа. Мушкарцима коса прекрива цело лице. Повезани су са Дрветом Живота.
Храстово Срце (Краљ Садиде)
Краљ Садиде, отац Амалије и Арманда. Није упознат са протоколима па се често чуди што Ева клече пред њим. У првој сезони напушта трон да би отишао код Дрвета Живота, док је у трећој прикован за кревет због болести и очекује се да умре ускоро.
Амалијина мајка
Она је умрла пре почетка серијала. Краљ Садиде говори да је она била енергична и авантуристичког духа, као Амалија. Појављује се у Евином сну код Дрвета Живота.
Арманд
Амалијин брат и заменик краља. Он је мислио да је Амалијино упозорење за Ноксов напад само њена машта. Он гаји осећања према Евангелини, због чега је њој непријатно, а Перседала чини љубоморним. Арманд има расистичко мишљење о Јопима (врста у којој је Перседал) и често их вређа. Има лош задах, али по тој теми је врло осетљив. У трећој сезони он преузима трон јер је краљ болестан. Покушава да уда Амалију јер се он оженио за принцезу Озамодаса.

### Остали
Алиберт
Човек који је усвојио Југа када га је нашао у колицима које је Гругалорагран оставио, на почетку серијала. Он има гостионицу. Када је узео колица, добио је магичну поруку где је објашњена Југова прошлост. Када је напунио 12 година, непознати непријатељ је напао, па је Алиберт морао то да му исприча. Алиберт је добар пријатељ Руела.
Гругалорагран
Мистериозни змај који се брине о Југу и касније га оставља Алиберту, да би га сакрио од Нокса. Он је невероватно јак и може бљувати ватру. У првој епизоди Нокс каже да је он змај, што се у 17. и потврђује. Такође има моћ да види људску душу, због чега је и оставио Југа код Алиберта. У другој сезони опет се рађа из дофуса зато што га је Нокс убио.
Каброк и Миранда
Каброк је бивши авантуриста, који је после својих авантура нашао праву љубав - Миранду. Они држе подземну продавницу где продају разне ствари за путнике. Ипак, Каброку је досадио овакав живот (јер му је Миранда забранила авантуре), па се зато прерушио у "Црног Гаврана" и почео да напада пијачне продавнице. Миранда сматра да све има цену, па продаје ствари које је Каброк скупљао током авантура, за које Каброк мисли да немају цену. Миранда увек виче на њега, али га много воли и говори да му је забранила авантуре јер му је сада она једна. Касније се појављују као навијачи и подршка на утакмици. На крају прве сезоне се приказује да очекују дете.
Пекар Ксав
Пекар који је познат по свом преукусном хлебу. Његово складиште је уништило једно чудовиште, што му је уништило шансе да победи на такмичењу које ускоро долази. Али Југо и остали му помажу, и он побеђује. После турнира, Југо и остали остају код њега кући док не крену на следећу авантуру.
Крис Крас
Млади Сакриер, који воли да игра Гобол и жели да постане познати и врхунски Гоболер. Он је из Бракмара, али одлази из града, да би био капитен "Чекића". Он је заљубљен у Мод, девојку која је у ствари "Маскирани Гоболер".
Учитељ Гултард
Персијев "мртав" учитељ. Иако се мислило да је мртав, он се појавио и рекао да је "смрт прецењена". Он је врло снажан Јоп, и у стању је да обори Рубилакса у једном ударцу. Он враћа Перседала на прави пут када је он сломио Евин лук. Касније се открило да је он постао Јопски бог када је победио Рушуа. Када су победили Огреста, Југо је њему оставио да чува дофусе, али их је Адамаи после украо.
Господар Јорис
Мали мистериозни човек, чије је лице сакривено испод капуљаче. Он је врло моћан и снажан, носи чекић који је скоро исте висине као и он, у стању је да победи све стражаре Садиде одједном. Више о његовој прошлости и ранијем животу се открива у филму Dofus - Book I.
Чиби
Гругалорагранов Елиотропски брат. 
Елејн и Црна Мрља
Елејн је млада девојчица која је гусар, као и њен отац Црна Мрља. Они су помогли Братству Тофуа да дођу до Архипелага Пурпурне Канџе у 2. сезони.

## Негативци

### Нокс
Кселор или временски чаробњак, главни противник у првој сезони. На почетку серијала он се сусреће са Гругалораграном и изненађен је количином његовог Вакфу-а. Нокс од тада тражи извор тог Вакфу-а. Он се показао као врло снажан противник и често прича са лудачким смехом на крају сваке реченице. Касније се открива да њему треба та количина Вакфу-а за предмет зван "Илејска Коцка" за коју он мисли да је жива, и да му се обраћа. Он планира да искористи сав тај Вакфу да би се вратио у прошлост и исправи сваку грешку коју је учинио. Због тога он убија све што му се нађе на путу, укључујући и Дрво Живота. Али убијање Дрвета Живота би збрисало целу нацију Садиде. Он је некада имао породицу, која је због његове опсесије за коцком, погинула у поплави (То се открива у специјалној епизоди). После двеста година скупљања Вакфу-а, успео је да се врати само 20 минута у прошлост. Његове последње речи су биле "Збогом Југо Елиатропе", и тада се телепортовао и претворио у прашину, јер више није имао енергије (Вакфуа) из Илејске коцке да преживи.
Марама, Фриско и Тартуфо
Три бића која Нокс контролише. Он их често назива "Његовим играчкама". Први пут се појављују у борби са Гругалораграном и они су мумифицирани Кра, Феца и Сакриер. Последњи пут се појављују у финалној борби у сезони 1. када их "Братство Тофуа" уништава
Травнати убица
Он је једна од Ноксових "играчки", и он је из племена Садиде. Он је залеђен од стране Евангелине и уништен од стране Амалије.
Часо-секач
Коцкасти сат, који је уништио Садидску шуму и направио пут за Ноксов часовник. Деактивиран је када је Нокс поражен.
Игол
Изглед му је сличан као хијена, али је врста Бау Вау-а (нешто као пас) који служи Ноксу. Игол је веома брз, и има моћ да трчи преко воде када иде између острва. Он је био љубимац Ноксове ћерке, која се, са остатком Ноксетове породице, удавила у поплави. Лоти га је пронашла и скинула му огрлицу, преко које је га је контролисао Нокс, и одлучила да га усвоји као љубимца.

### Квилби
Квилби је главни негативац у другој сезони. Југо га је ослободио када је покушао да савлада моћ Илејске Коцке. Он тада долази на Свет Дванаесторице и објашњава им више о њиховој Елиатропској раси (иако је његова прича полулаж). Његов план је касније откривен - да удаљи Југа да би могао да уништи свет и настави са истраживањем Крозмоса. Њега су победили Југо и остали Елиатропи (Који су га је послали у "Белу Димензију" - где је био заробљен). Он има исте моћи као и Југо, само много развијеније. Он, поред Рушуа, је најмоћнији противник у серијалу. Касније, у трећој сезони се са Ноксом појављује у Југовим мислима.

### Шушу
Рушу
Краљ света Шушуа. Демон висок десет метара, он је из другог света, који је цео спаљен и разорен. Он тражи начин да уђе у Свет Дванаесторице, да би он и његови демони уништавали нешто друго. Његове моћи су једнаке боговима. Његов прави изглед се открио када се борио против Гултарда. На крају 2. сезоне је кроз портал, заједно са Гултардом, враћен у свет Шушуа.
Анатар
Анатар је шушу који може да копира сваку магију, вештину, напад и облик. Њега ослобађа Ремингтон Смис и тада га је напао Југо, али је он само ископирао и унапредио његове моћи. Од тада има моћи да отвори портал до света Шушуа. Његова судбина је непозната, али у последњој борби у другој сезони, је увредио Квилбија, па га је Квилби можда и убио. Анатар и Сеноканџа су једини Шушуи који се нису вратили у њихов свет.
Сеноканџа
Шушу заробљен у прстену. Може да претвори сваког човека, који има бар и мало црнине у души, у зомбија. Први пут се појављује у уништеном граду, где се види да је запосела свог господара Вампирка. Њен заштитник се куне да га више никад неће скинути. Враћа се у сезони 2 као Рубилаксов савезник. Када се Перседал вратио у своје тело, она је остављена у води, мада ју је непознати човек касније покупио и њена даља дешавања су непозната.

### Остали
Вампирко
Он је чувар Шушуа, који се зове Сеноканџа, која је заробљена у прстену. Она га је запосела и украла душе читавом граду, и све их претворила у зомбије. Он има алергију на тофуе, што је братство искористило у борби против њега. Заклео се да неће више да дозволи да га шушу запоседне. 
Ремингтон Смис
Први негативац у другој сезони и велики колекционар шушуа. Он је врло лукав, и обично игра прљаво. Искористио је више пута доброту Евангелине, где је у једном тренутку пао са куће, и мислило се да је мртав. Он поново среће Еву у затвору када ослобађа Анатара. Када се Анатар телепортовао, повео је и њега у свет Шушуа где је био остављен и служио као роб Рушуа. Он и Грани, заједно са другим Шушуима, телепортују се на Свет Дванаесторице, и ту је када је хтео да узме Рубилакса, побеђен и мислило се да је мртав. Ипак у задњој сцени види се како он и Грани покушавају да побегну назад.
Грани Смис
Причајућа Бау Мјау (нешто као мачка) коју Ремингтон назива братом. Као и Ремингтон и он је лукав. Када Грани остане иза у свету Шушуа Ремингтон одлучује да остане са њим, што показује да они брину једно за друго.
Пу
Велики и дебели Пандава, и полубог. Он ради са Адамаијем у Братству Заборављених. Иако је врло велик, он је брз и спретан. Након напада Перседала и Евангелине, Адамаи му даје задатак да нађе Елеј. Елеј га изазива на борбу, што он сматра као игром. Ипак, она је успела да га победи.
Токсин
Женски убица, може да постане невидљива. Користи отровне бодеже и вероватно је полубог као и остали у Братству Заборављених.

## Специјал Ноксимилиен Часовничар [2010]
Ово је једна од специјалних епизода, где се показује живот Милиена (касније Нокса). Радња се дешава 200 година пре прве епизоде серијала.
Ноксимилиен је живео врло тешко заједно са женом, троје деце и једним псом. Био је часовничар и имали су новца само за основне потребе, а притом је и плаћао кирију.
Једног дана одлучили су да оду на пикник, где је он показивао својој деци његов нови сат. У том тренутку њихов пас је одлутао у једну пећину, Милиен је одлучио да га пронађе. Поред пса је пронашао један чудан предмет - "Илејску коцку" и постао је опседнут њоме. По цео дан ју је изучавао и тврдио је да ће их управо та коцка избавити из финансијске кризе. Све више се одвајао од жене и деце. У једном тренутку је одлучио да уђе у породичну кућу, где, на његово изненађење, није било никога. Касније, власник земље је дошао и пренео му тужне вести - да је његова породица (која је отишла код сестре Милиенове жене) се удавила у поплави. Тада је он дошао на идеју да скупи Вакфу и да се врати у прошлост, да би исправио своје грешке и врати своју породицу.

## Специјал Огрест Легенда [2011]
Огрест је биће које је грешком у експерименту алхемичара Отомаија, које је било заљубљено у Датуру и због ње је одлучио да нађе 6 Дофуса. Због тога је добио веће моћи од богова Света Дванаесторице. Када је Огрест сазнао да Датуру интересују само Дофуси, гурнуо је низ литицу. Тада је почео да плаче, што је и изазвало поплаве у којој је (Ноксова)Милиенова породица погинула.

## Сезона 1 [2008—2010]
Сезона 1 почиње тако што мистериозни човек гура колица. Док прелази мост сусреће се са Ноксом. Испоставило се да је тај мистериозни човек у ствари змај (Гругалорагран), а да је дете у колицима Елиатроп (Југо). Гругал је победио Нокса и наставио својим путем. Тада је наишао на два човека (пријатеља) - Руела и Алиберта. Својим моћима је видео да Алиберт има пуно доброте и чисту душу, и да ће бити савршен отац детету. Гругалорагран узима тофу-а и ставља му магично перо у којој је била порука за Алиберта. У тој поруци су били детаљи прошлости детета. 12 година касније, у гостионици Алиберта улази Руел, а за њим Перседал (кога је тада Рубилакс контролисао, запосео). Југо је тек тад открио своје моћи и успео је да извади Шушу-а и ослободи Перседала, који му је био врло захвалан и који ми се заклео на верност.
Тада село напада мистериозни противник и сваког претвара у лишће. Један од људи који је био претворен је био и Алиберт, који је испричао Југу о поруци и његовој правој породици. Руел, Перседал и Југо крећу у шуму да нађу узрок напада мистериозних бића. Тамо спашавају Евангелину и Амалију (њих је Руел раније срео). Проналазе Дрво и помоћу Амалије су сазнали да Нокс црпи Вакфу из те чаробне шуме. Дрво је одлучило да пусти све људе, и тада их напада Нокс, који је зауставио време и покушао да отме Југа, ту га је спречио Алиберт који је због тога остарио (Касније се Нокс сажалио, и одлучио да га излечи).
Руел је обећао Алиберту да ће чувати Југа. Одлучили су да крену у авантуру и покушају да нађу праву Југову породицу. Након неколико недеља путовања стигли су на острво Ома где се налазио Гругалорагран и мали змај који је звао Југа својим братом. Тај змај је из истог Дофуса као и Југо и име му је Адамаи. Након што су нашли Гругалораграна, Нокс их опет напада и змај склања Братство Тофуа на безбедно место, далеко од острва.
Нокс је овог пута успео да победи Гругалораграна.
Тада се основало Братство Тофуа, и одлучено је да Адамаи и Југо оду да открију праве Југове моћи, а остали до краљевства Садида да би их упозорили на надолазећи напад Нокса.
Перседал у борби са Армандом ломи Еви лук и бежи у пустињу, где среће свог (наводно) мртвог учитеља Гултарда. Перседал је поразио Рубилакса тако што је на Јопски начин "користио главу", и добио је сву контролу над Шушу-ом. Опет се сви окупљају и почео је напад Нокса, који је војска Садиде лако одбила. Али, све је то био део Ноксовог плана. Он је направио портал на другој страни острва, где је било Братство Тофуа. Нокс је успео да исцрпи сав Вакфу из Дрвета Живота, и свакога из народа Садиде претвори у дрво. Том приликом убијен је и Перседал.
Нокс је коначно могао да изврши свој план, након 200 година. Али, вратио се само 20 минута у прошлост. На велику жалост групе, Персрдал је и даље био мртав.
Пошто није имао Вакфуа, и није имао довољно енергије за живот последњи пут се телепортовао, а његове последње речи су биле: "Збогом Југо Елиатропе". Тада се телепортовао на место своје породичне гробнице, и то је био Ноксов крај.
1. сезона се завршава тако што подижу споменик Перседалу.

## Сезона 2 [2011—2012]
Радња друге сезоне је неколико месеци након прве.
Друга сезона почиње тако што Евангелина пише књигу о пустоловинама Перседала. У том тренутку јој се чини да јој се он јавио и рекао јој да је жив. Када је то рекла другима, сматрали су да само измишља јер јој превише недостаје Перси.
Она је била убеђена да је жив и зато је узела Скрибла (мапу) и одлучила да га пронађе. Тада наилази на Ремингтона Смиса, коме се јако свидела њена мапа. Одлучио је да јој украде мапу и Ева је успела да му побегне. Тада је дошла у замак где је био Перседал, али није био у свом телу, већ у свом мачу. Рубилакс је, заједно са Сеноканџом одлучио да позове Рушуа (краља свих Шушу-а) и да му пренесу добре вести. У међувремену група је стигла, и успели су да победе Шушу-е. Сеноканџа је тада упала у море и задњи пут је виђена када ју је један човек упецао. Када су се вратили Југо је покушавао да савлада моћи Илајске коцке, и тако је призвао Квилбија.
Квилби је послао групу на мисију да нађу последњег змаја, али одлучио је да задржи Адамаија. Квилби им је испричао историју Елиатропа (али његова прича је била полулаж).
Група је пролазила кроз многе потешкоће, док нису заједно са Елејн, Црном Мрљом и Клеомом стигли на Архипелаг Пурпурне Канџе, коју је принц Адал напао.
У међувремену, Анатар је преузео моћи Адамаија, а Квилби је склопио пакт са Рушуом - да ће му отворити портал у Свет Дванаесторице.
Док су се борили појавио се змај кога су и тражили. Шушу-и су отворили портал и почела је финална борба у другој сезони. Стигао је и Гултард, који је однео Рушуа назад кроз портал у свет Шушу-а. Југо је успео да уђе у димензију Елиатропа, и врати Квилбија у Белу Димензију у којој је и пре био. Сазнаје се да је Југо краљ Елиатропа. Анатар је нестао, а Ремингтон и његов брат Грани су опет напали Евангелину. Тада ју је спасила Клеома, која се после овога вратила у Кра војску. Последња сцена је како Ремингтон и Грани покушавају да побегну са острва.

## Специјалне епизоде (1, 2, 3) [2014]
Радња специјалних епизода се дешава 6 година након друге сезоне. Перседал и Евангелина имају двоје деце - Елеј и Флопина, Амалија је требало да се уда за Харебурга од Фригоста, а Југо није нимало остарио и због тога се нервира.
Због плакања Огреста, долази велика претња Садиди. Амалија је приморана да се уда за Харебурга, да би некако спасили краљевство. Права жеља Харебурга било је дрвеће које поседује краљевство Садиде.
Када је Амалија то сазнала, одустала је од венчања, на велику радост Југа (који је почео да гаји осећања према њој).
Одлучено је да се крене на главни извор поплава то јест, на Огреста. Ту се појављује Отомаи који им преноси причу о настанку Огреста.
Перседал је сам отишао, јер је сазнао да је он реинкарнација Лопског бога. Да би му помогао, Југо је узео Дофусе, што се Адамаију није свидело. Па је напустио Југа и групу, и отишао у Братство Заборављених.
Док су се борили против Огреста, Југо је помоћу Дофуса призвао Елиoтропе. То је умало уништило Свет Дванаесторице, али он и Перси су успели да победе Огреста, по цени руке Перседала коју му је Огрест откинуо.
Када су га победили, Елеј је прва која се спријатељила са њим након 200 година. Перседал је одлучио да врати божанске моћи Гултарду, због тога, Југо оставља њему Дофусе на чување.

## Сезона 3 [2017]
Трећа сезона се дешава пар година након специјала. Деца Перседала и Евангелине (која је трудна) су остарела мало, краљ Садиде је прикован за кревет, Арманд се оженио и сада тера Амалију да се уда, а Југо (и Руел), као и у прошлој сезони има(ју) исти изглед.
У једном тренутку је наишла велика олуја, и један "случајни" пролазник је закуцао на врата Перседалове куће. Он и Ева су лепо дочекали госта, чије име је било Пу. Пу је био пандава и полубог. За то време, Адамаи краде Дофусе од Гултарда.
Пу је напао породицу, дошао је Адамаи и отео Еву и Флопина, а бацио Перседала са литице. Са Перседалом је скочила његова ћерка.
Све то је са својим моћима Адамаи пренео Југу, који није могао да верује, те је сазвао Братство да крену да нађу Перседала и Евангелину.
Перседал је по други пут погинуо, и по други пут га спашава његов Шушу - Рубилакс. Рубилакс је спасио Перседала уз обећање да ће овај да га пусти након проналаска његове породице. Елеј је одвукла Перседала до једног дрвета, где је она одлучила да ће да се бори против Пу-а.
Пу, који је кренуо да нађе Елеј, се насмејао када га је она изазвала. Ипак уз "коришћење главе" Елеј је успела да га савлада.
Перседалова рука је замењена Рубилаксом. Када су дошли остали из Братства, Руел је прокоментарисао да Шушу постаје слободан након смрти његовог чувара.
Запутили су се ка једном торњу где су упали у замку, и пребачени су у другу димензију. У временској клопци их је сачекао мистериозни Оропо, и свако осим Елеј је имао визију својих страхова и грешака.
Након тога, ушли су у торањ који је имао 12 спратова. Сваки спрат је имао једног члана Братства Заборављених, и сви су били полубогови. На врху тог торња се налазила Евангелина и њен син Флопин.
Они су покушали да побегну, али их је Токсин зауставила. Да се Ехо није умешала, вероватно би их и убила. Касније, боре се Ехо и Токсин, где уз помоћ Флопина, Токсин пада у своју димензију.
Ехо је Оропова љубавница .
Док су пролазили кроз торањ, Југо и Амалија су по први пут једно другом изјвили љубав. Али су се после тога посвађали.
У међувремену, Перседал и Гултард крећу да се пењу уз торањ, док се на врху, Евангелина порађа.
Све ово време, они су тврдили да им не желе зло, и да је ово за њихово добро. Амалија, када стигне на врх, већ порушеног торња, се љуби са Оропоом (Што је изнервирало Ехо), и тада се сазнаје ко је он - старија верзија Југа.
Оропо је планирао да искористи Илејску Коцку и Дофусе да би уништио све богове. Његов цео свет се уништава, Адамаи се враћа на праву страну (са Југом) и отвара се портал, кроз који сви пролазе, осим Оропоа, Ехо и Харебурга (који је био залеђен).
Ова димензија се уништава.